# Aneby (comuna)
Aneby (em sueco: Aneby kommun) é uma comuna da Suécia localizada no condado de Jönköping. Sua capital é a cidade de Aneby. Possui 518 quilômetros quadrados e segundo censo de 2018, havia 6 832 habitantes.

## Localidades principais
Localidades com mais população da comuna:
| # | Localidade     | População |
| - | -------------- | --------- |
| 1 | Aneby          | 3 690     |
| 2 | Sundhultsbrunn | 315       |
| 3 | Frinnaryd      | 227       |